# العلاقات الإكوادورية الدنماركية
العلاقات الإكوادورية الدنماركية هي العلاقات الثنائية التي تجمع بين الإكوادور والدنمارك.

## مقارنة بين البلدين
هذه مقارنة عامة ومرجعية للدولتين:
| وجه المقارنة                                              | الإكوادور                      | الدنمارك                                                     |
| --------------------------------------------------------- | ------------------------------ | ------------------------------------------------------------ |
| المساحة (كم2)                                             | 283.56 ألف                     | 42.92 ألف                                                    |
| عدد السكان (نسمة)                                         | 16.62 مليون                    | 5.79 مليون                                                   |
| الكثافة السكانية (ن./كم²)                                 | 58.61                          | 134.9                                                        |
| العاصمة                                                   | كيتو                           | كوبنهاغن                                                     |
| اللغة الرسمية                                             | اللغة الإسبانية، كيشوا ‏، شوار ‏ | اللغة الدنماركية                                             |
| العملة                                                    | دولار أمريكي، سوكري إكوادوري   | كرونة دنماركية                                               |
| الناتج المحلي الإجمالي (بليون دولار)                      | 103.06 مليار                   | 324.87 مليار                                                 |
| الناتج المحلي الإجمالي (تعادل القوة الشرائية) بليون دولار | 185.24 مليار                   | 278.61 مليار                                                 |
| الناتج المحلي الإجمالي الاسمي للفرد دولار أمريكي          | 6.21 ألف                       | 51.99 ألف                                                    |
| الناتج المحلي الإجمالي للفرد دولار أمريكي                 | 11.37 ألف                      | 45.54 ألف                                                    |
| مؤشر التنمية البشرية                                      | 0.746                          | 0.900                                                        |
| رمز المكالمات الدولي                                      | +593                           | +45                                                          |
| رمز الإنترنت                                              | .ec                            | .dk                                                          |
| المنطقة الزمنية                                           | 00                             | توقيت وسط أوروبا، ت ع م+02:00، ت ع م+01:00، أوروبا/كوبنهاجن ‏ |

## منظمات دولية مشتركة
يشترك البلدان في عضوية مجموعة من المنظمات الدولية، منها:
| علم المنظمة | اسم المنظمة                        | تاريخ انضمام الإكوادور | تاريخ انضمام الدنمارك |
| ----------- | ---------------------------------- | ---------------------- | --------------------- |
|             | مؤسسة التنمية الدولية              | 7 نوفمبر 1961          | 30 نوفمبر 1960        |
|             | يونسكو                             | 22 يناير 1947          | 4 نوفمبر 1946         |
|             | وكالة ضمان الاستثمار متعدد الأطراف | 12 أبريل 1988          | 12 أبريل 1988         |
|             | الأمم المتحدة                      | 21 ديسمبر 1945         | 24 أكتوبر 1945        |
|             | الفريق المعني برصد الأرض           | ?                      | ?                     |
|             | الاتحاد البريدي العالمي            | ?                      | ?                     |
|             | البنك الدولي للإنشاء والتعمير      | 28 ديسمبر 1945         | 30 نوفمبر 1960        |
|             | الاتحاد الدولي للاتصالات           | 17 أبريل 1920          | 1866                  |
|             | منظمة حظر الأسلحة الكيميائية       | ?                      | ?                     |
|             | مؤسسة التمويل الدولية              | 20 يوليو 1956          | 20 يوليو 1956         |
|             | منظمة التجارة العالمية             | ?                      | 1995                  |
|             | منظمة الشرطة الجنائية الدولية      | ?                      | ?                     |

## أعلام
هذه قائمة لبعض الشخصيات التي تربطها علاقات بالبلدين:
- كارلوس مورتنسن (13 أبريل 1972 – )

## وصلات خارجية
- موقع وزارة الخارجية الإكوادورية
- موقع وزارة الخارجية الدنماركية